# Maé-Bérénice Méité
Maé-Bérénice Méité (París, 21 de septiembre de 1994) es una patinadora artística sobre hielo francesa. Campeona del Trofeo Ondrej Nepela de 2011 y cinco veces medallista de oro del Campeonato Nacional de Francia. Representó a su país en los Juegos Olímpicos de invierno de Sochi 2014.

## Carrera
Méité nació en París, sus padres son africanos. Sabe inglés y español, además toca el violín. Comenzó a patinar a la edad de cinco años.
Debutó en nivel júnior en la temporada 2008-2009 en el Campeonato Nacional de Francia. Fue seleccionada para participar en el Campeonato del Mundo Júnior de 2009, donde quedó en el lugar 12. En 2009 logró el puesto número 13 en el evento de Grand Prix Júnior en Budapest y el sexto lugar en el evento de Croacia. En la temporada 2010-2011 hizo su debut en nivel sénior, participó en el Skate America de 2010 y logró el octavo lugar, y noveno lugar en su segunda competición, el Trofeo Éric Bompard del mismo año.
Comenzó su temporada 2011-2012 ganando el Trofeo Ondrej Nepela. En el Trofeo NHK de 2011 logró el séptimo lugar. En el Campeonato Europeo de 2012 obtuvo el lugar 13. Ganó su primera competición en nivel sénior en el Campeonato de Francia de 2014 y fue seleccionada para representar a su país en las Olimpiadas de invierno Sochi 2014. Méité finalizó en el décimo puesto. Logró calificar en el sexto lugar del Campeonato de Europa de 2015 y participar en el Campeonato del Mundo del mismo año. Desde abril de 2015 comenzó un tratamiento para una lesión de rodilla con una duración de tres meses fuera del hielo. Desde octubre de 2015 Claude Thevenard entrenó a Méité. Ganó tres títulos nacionales y quedó en el sexto lugar del Campeonato de Europa de 2016 en Eslovaquia. Es parte del equipo nacional para competir en el Campeonato Europeo de 2019.

### Programas
|           | Programa corto                                                   | Programa libre                         | Exhibición                        |
| --------- | ---------------------------------------------------------------- | -------------------------------------- | --------------------------------- |
| 2018-2019 | Stay de Rihanna                                                  | Nyah de Hans Zimmer                    |                                   |
| 2017-2018 | Run the World (Girls) de Beyoncé (coreografía de Benoît Richaud) | Les Nocturnes de Chopin                | Queen of the Field de Alicia Keys |
| 2016-2017 | Run the World (Girls) de Beyoncé (coreografía de Benoît Richaud) | Tristan and Isolde de Maxime Rodriguez | Powerful de Empire                |
| 2015-2016 | Feeling Good de Michael Bublé                                    | Tristan and Isolde de Maxime Rodriguez |                                   |
| 2014–2015 | Hosanna de Soweto Gospel Choir                                   | Conquest of Spaces de Woodkid          |                                   |

### Resultados detallados
- Mejores marcas personales aparecen en negrita

| Temporada 2018-2019         |                                                              |                |                |           |
| Fecha                       | Evento                                                       | Programa corto | Programa libre | Total     |
| 21–27 de enero de 2019      | Campeonato Europeo de Patinaje Artístico sobre Hielo de 2019 |                |                |           |
| 13–15 de diciembre de 2018  | Campeonato Nacional de Francia 2018                          | 1 66.58        | 1 119.88       | 1 186.46  |
| 23-25 de noviembre de 2018  | Internationaux de France 2018                                | 7 60.86        | 8 107.16       | 8 168.02  |
| 9-11 de noviembre de 2018   | Trofeo NHK 2018                                              | 12 50.49       | 10 112.09      | 10 162.58 |
| 20-22 de septiembre de 2018 | CS Autumn Classic Canada 2018                                | 3 58.23        | 3 120.66       | 3 178.89  |